# Knoll Maschinenbau
Die Knoll Maschinenbau GmbH (Eigenschreibweise: „KNOLL Maschinenbau GmbH“) ist ein deutsches Unternehmen der Maschinenbaubranche mit Sitz im schwäbischen Bad Saulgau. Es hat derzeit über 1000 Mitarbeiter (davon ca. 100 Auszubildende) und gilt als ein führender Werkzeugmaschinen-Spezialist mit hoher Eigenkapital-, Export- und Investitionsquote. Der Umsatz lag 2017 bei ca. 166 Mio. EUR. Das Unternehmen wird von den beiden Brüdern Jürgen und Matthias Knoll geführt und produziert hauptsächlich am Standort Bad Saulgau bei einem Firmenareal von ca. 57.000 Quadratmeter, aber auch im 2017 eröffneten Werk in Polen.

## Geschäftsfelder
Das Produktportfolio von Knoll Maschinenbau umfasst Förder- und Filteranlagen für Späne und Kühlschmierstoffe in der Metallbearbeitung. Dazu zählen insbesondere:
- Einzelanlagen als Zubehör für Werkzeugmaschinen oder Komponenten von Zentralsystemen
- Zentralsysteme
- Pumplösungen mit dem Schwerpunkt Verdrängerpumpen für die Branchen Maschinenbau, Automotive und Chemie
- Montage- und Transportsysteme zur Beförderung und Montage (mittel)schwerer Baugruppen und Werkstücke[7]

Das Unternehmen deckt den gesamten Wertschöpfungsprozess von Entwicklung, Produktion, Vertrieb, Service und Verwaltung ab.

## Geschichte

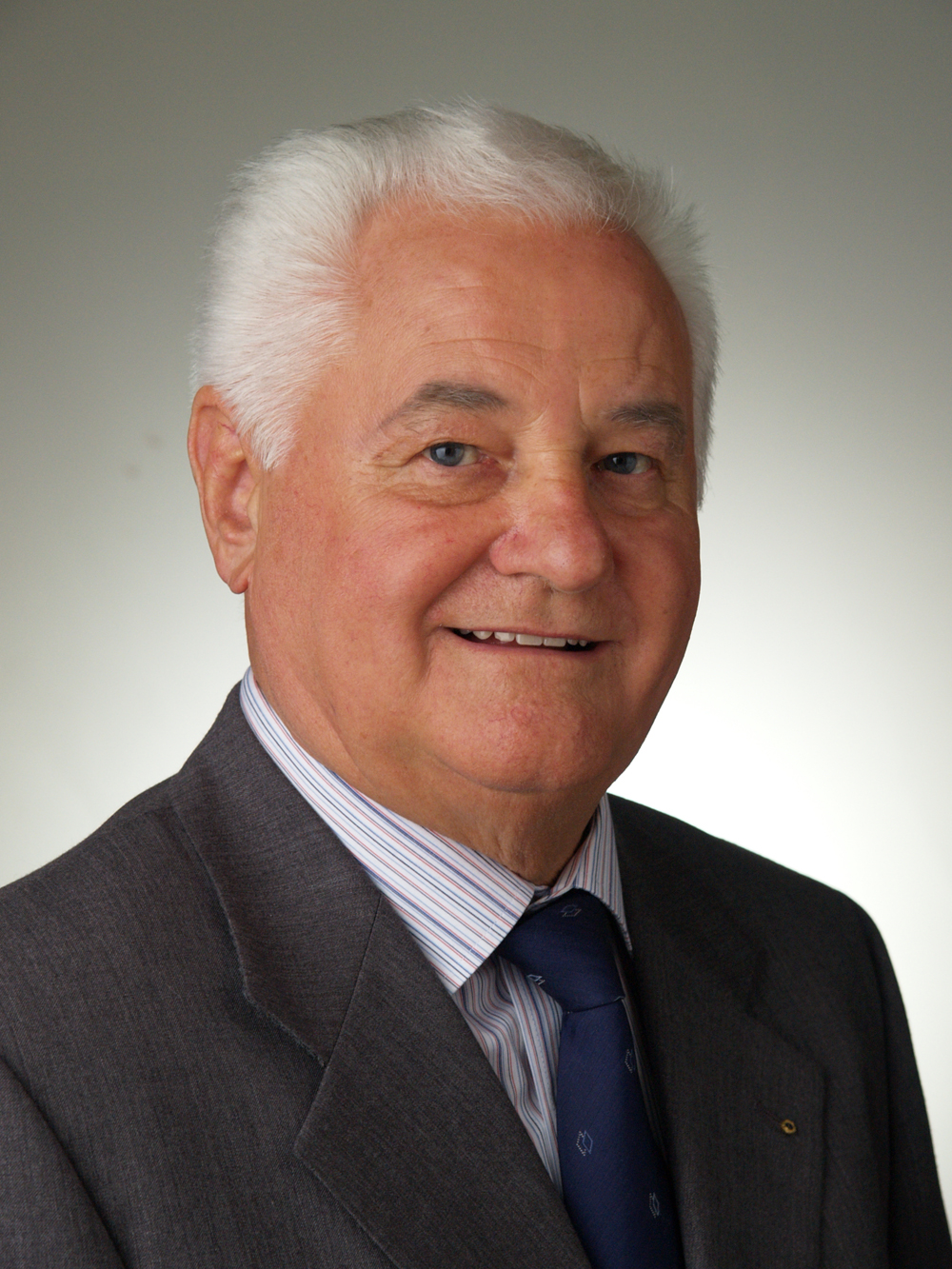
Walter Knoll

Knoll Maschinenbau wurde  im Jahr 1970 von Walter Knoll  gegründet. Das erste Produkt waren so genannte Hydrozyklon-Filteranlagen.
In der Folge wurden weitere Produkte wie Scharnierbandförderer, Hydrostatfilter oder Vakuum-Rotationsfilter entwickelt und vermarktet und dafür erforderliche Produktionskapazitäten am Standort erweitert.
Zum 25-jährigen Firmenjubiläum im Jahr 1995 hatte das Unternehmen 270 Beschäftigte.
Im Jahr 2006 gründete Walter Knoll die Bürgerstiftung Bad Saulgau, die als gemeinnützige Einrichtung Projekte in den Bereichen Jugend, Bildung, Kultur, Wissenschaft, Soziales, Sport, Gesundheit, Natur und Umwelt unterstützt. Die Stiftung hat heute ein Stiftungskapital von über 1 Million Euro und erhielt mehrfach das Gütesiegel des Bundesverbands Deutscher Stiftungen.
Im Jahr 2012 verstarb der Firmengründer Walter Knoll.
2013 erzielt das Unternehmen in China seinen  größten Einzelauftrag in Höhe von vier Millionen Euro.

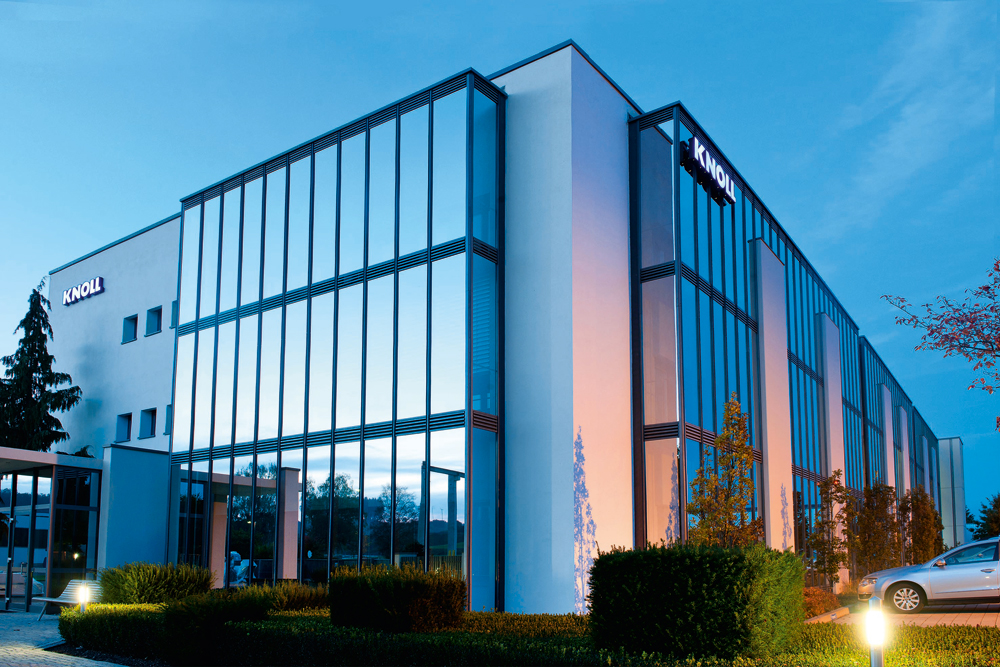
Bürogebäude

Im Jahr 2015 wurde Knoll Maschinenbau für besondere Leistungen in der Ausbildung junger Menschen ausgezeichnet und erreichte beim "Ausbildungs-Ass" – einer Initiative der Wirtschaftsjunioren und Handwerksjunioren – den ersten Platz in seiner Kategorie Industrie/Handel/Dienstleistungen. Erneut konnten alle Auszubildenden übernommen werden.